# 日本製鉄室蘭シャークス
日本製鉄室蘭シャークス（にっぽんせいてつむろらんシャークス）は、北海道室蘭市に本拠地を置き、日本野球連盟に加盟している社会人野球の企業チームである。
1994年に前身である新日本製鐵室蘭硬式野球部が休部し、1995年に市民チームとして誕生する（登録上は、新日本製鐵室蘭とは別チーム）。

## 概要
1939年、日本製鐵の輪西製鐵所で『日本製鐵輪西硬式野球部』として創部。
1950年、日本製鐵の財閥解体に伴い、輪西製鐵所は富士製鐵が継承したため、チーム名を『富士製鐵輪西硬式野球部』に改称した。
1951年、輪西製鐵所が室蘭製鐵所と改称したため、チーム名を『富士製鐵室蘭硬式野球部』に改称した。
1956年の都市対抗野球で初出場し、1963年の都市対抗野球では準優勝となった。
1970年、富士製鐵と八幡製鐵が合併し新日本製鐵が発足したため、チーム名を『新日本製鐵室蘭硬式野球部』に改称した。
1974年、日本選手権に初出場した。
1994年、鉄鋼不況の影響から新日本製鐵がスポーツ支援体制の見直しを図り、同年シーズン限りで堺野球部、光野球部とともに当チームは休部することが決定した。そこで、当時キャプテンだった加藤徹をはじめとした有志たちがクラブチームの『室蘭シャークス』を立ち上げ、1995年から活動を開始した。初代監督には加藤が兼任で就任した。
クラブチームとなってからは、1996年に日本選手権に、2001年に都市対抗野球にそれぞれ初出場している。
2012年10月、新日本製鐵と住友金属工業が合併し新日鐵住金が発足した。これに伴い、新日本製鐵を源流とするクラブチームや広域複合企業チームの多くが冠スポンサーとして「新日鐵住金」の名称を使うようになった。当チームも同社の公式サイトには少なくとも2013年6月までは『新日鐵住金室蘭シャークス』として掲載されていたが、その間に日本野球連盟に対してチーム名称変更の届出は出されておらず、2013年10月までにサイト内の表記も『室蘭シャークス』に差し戻されたため、チーム名の改称は行われなかった。
2018年3月、日本野球連盟北海道地区連盟の評議員会でクラブチームから企業チームへの登録変更が発表され、その後日本野球連盟から正式に発表された。
2019年4月、母体である新日鐵住金が商号変更し日本製鉄が発足。これに伴い、チーム名を『日本製鉄室蘭シャークス』に改称した。

## 設立・沿革
新日本製鐵室蘭（前身の富士製鐵室蘭、富士製鐵輪西、日本製鐵輪西を含む）
- 1939年 - 日本製鐵の輪西製鐵所で『日本製鐵輪西』として発足。
- 1950年 - 日本製鐵の解体に伴い富士製鐵が発足し、チーム名を『富士製鐵輪西』に改称。
- 1951年 - 輪西製鐵所が室蘭製鐵所に改称したため、チーム名を『富士製鐵室蘭』に改称。
- 1956年 - 都市対抗野球に初出場。
- 1963年 - 都市対抗野球で準優勝。
- 1970年 - 富士製鐵を八幡製鐵が合併し新日本製鐵が発足したため、チーム名を『新日本製鐵室蘭』に改称。
- 1974年 - 日本選手権に初出場。
- 1994年 - 新日本製鐵のスポーツ支援体制見直しにより休部。

日本製鉄室蘭シャークス（前身の室蘭シャークスを含む）
- 1995年 - クラブチームの『室蘭シャークス』が活動開始。
- 1996年 - 日本選手権に初出場。
- 2001年 - 都市対抗野球に初出場。
- 2018年 - 企業チームへ登録変更。
- 2019年 - チーム名を『日本製鉄室蘭シャークス』に改称。

## 主要大会の出場歴・最高成績
新日本製鐵室蘭（前身の富士製鐵室蘭、富士製鐵輪西、日本製鐵輪西を含む）
- 都市対抗野球大会 - 出場18回、準優勝1回（1963年）
- 社会人野球日本選手権大会 - 出場11回、ベスト4（1992年）
- JABA北海道大会 - 優勝3回（1979、1988、1991年）

日本製鉄室蘭シャークス（前身の室蘭シャークスを含む）
- 都市対抗野球大会 - 出場4回
- 社会人野球日本選手権大会 - 出場3回

## 主な出身プロ野球選手
新日本製鐵室蘭（前身の富士製鐵室蘭、富士製鐵輪西、日本製鐵輪西を含む）
- 干場一夫（投手） - 旭川鉄道局を経て、1950年に大阪タイガースに入団
- 稲川誠（投手） - 1962年に大洋ホエールズに入団
- 鏑木悦純（投手） - 1963年に阪神タイガースに入団
- 佐藤進（投手） - 1964年に国鉄スワローズに入団
- 谷木恭平（外野手） - 1972年ドラフト3位で中日ドラゴンズに入団
- 竹本由紀夫（投手） - 1980年ドラフト1位でヤクルトスワローズに入団
- 遠田誠治（内野手） - 1985年ドラフト6位で中日ドラゴンズから指名を受け、翌1986年シーズン終了後に入団
- 三井浩二（投手） - 休部に伴い新日本製鐵広畑に移籍し、2000年ドラフト2位（逆指名）で西武ライオンズに入団

日本製鉄室蘭シャークス（前身の室蘭シャークスを含む）
- 瀬川隼郎（投手） - 2014年ドラフト5位で北海道日本ハムファイターズに入団

## 元プロ野球選手の競技者登録
- 綿貫惣司（元：東京セネタース） - 監督→退団
- 秋光新二（元：大阪タイガース） - 投手→退団
- 鈴木駿也（元：福岡ソフトバンクホークス） - 投手（2015年 - 2020年）→退団
- 佐藤峻一（元：オリックス・バファローズ） - 投手（2017年 -2023年 ）→投手コーチ（2024年 - ）
- 瀬川隼郎（元：北海道日本ハムファイターズ） - コーチ兼投手（2018年 - 2022年）→投手コーチ（2023年）→退団

## かつて在籍した選手・コーチ・監督
- 加藤徹（内野手） - 選手・監督として在籍。室蘭シャークス初代監督。